# پایگاه هوایی آبی مانیتووانینگ
پایگاه هوایی آبی مانیتووانینگ (به انگلیسی: Manitowaning Water Aerodrome) یک فرودگاه همگانی است که یک باند فرود آب دارد. این فرودگاه در کشور کانادا قرار دارد و در ارتفاع ۱۷۷ متری از سطح دریا واقع شده‌است.